# Lijst van burgemeesters van Lierop
Dit is een lijst van burgemeesters van de voormalige Nederlandse gemeente Lierop in de provincie Noord-Brabant. Tot 1935 was het kerkdorp Lierop een zelfstandige gemeente.
| Ambtsperiode | Naam burgemeester         | Partij of stroming | Bijzonderheden                            |
| ------------ | ------------------------- | ------------------ | ----------------------------------------- |
| 1811 - 1812  | Th. Hermans               |                    |                                           |
| 1813 - 1821  | Nicolaus Doers            |                    |                                           |
| 1822 - 1840  | Peter Gerrit Koolen       |                    |                                           |
| 1840 - 1849  | Antonie Verhees           |                    |                                           |
| 1850 - 1869  | Antonie Raaijmakers       |                    |                                           |
| 1869 - 1894  | Gerardus Koolen           |                    |                                           |
| 1895 - 1904  | Petrus (Piet) Raaijmakers |                    |                                           |
| 1905 - 1930  | Johannes van Dijk         |                    |                                           |
| 1930 - 1935  | W.A.J. (Willem) Michels   |                    | waarnemend, tevens burgemeester van Heeze |